# Martín de Jáuregui (gobernador)
Martín de Jáuregui fue un militar español de fines del siglo XVII que se desempeñó como gobernador del Tucumán entre 1691 y 1696.

## Biografía
Martín de Jáuregui nació en Vizcaya y era un noble. Como gobernador del Tucumán, recorrió las fronteras del Chaco y trató de reforzarlas. Gestionó ante la Corte el envío de recursos y pidió el envío de 50 soldados a la ciudad de Esteco para proteger la ruta comercial entre Perú y el Río de la Plata. Sugirió que esos soldados podrían traerse desde Buenos Aires.
Fue durante su gestión que se produjo un terremoto y una inundación por desborde del río, que hizo desaparecer la ciudad de Esteco y también su presidio el 1 de septiembre de 1692. Sólo quedaron los cimientos de sus edificios. Sus vecinos debieron trasladarse primero a una estancia y más tarde a la ciudad de Salta. La gente asustada debió abandonar sus viviendas. Fue tal la impresión de esa destrucción que tuvieron sus habitantes, que los mismos luego se negaron a reconstruirla.
En 1695 debió mediar en un conflicto que se produjo entre las ciudades de Santiago del Estero y Santa Fe. El procurador general de la ciudad de Santiago del Estero, Juan de Saavedra Gramajo, se presentó ante el gobernador y le informó que por una disposición del Cabildo de la ciudad de Santa Fe, todos los géneros que viniesen trasladados hasta esa ciudad desde el Paraguay, debían utilizar como fletes a carretas santafesinas. En reacción a esa actitud discriminatoria para con los santiagueños, el funcionario solicitaba al gobernador que todas las carretas que vinieran desde Santa Fe hacia San Miguel de Tucumán, al llegar a Santiago del Estero, descargaran toda la mercadería transportada, para que el resto del viaje hasta Tucumán sea transportada por carretas de vecinos de Santiago del Estero.
El 15 de octubre de 1696 por Real cédula, el rey Carlos II dispuso el traslado de la sede episcopal y del Seminario desde Santiago del Estero a Córdoba, lo que se concretó en junio de 1699. El gobernador Jáuregui defendió la permanencia de la Catedral en Santiago del Estero con información singular y fue ella la única que en ese sentido llegó a la Corte española desde el Tucumán.
Tras su paso por la función pública, Martín de Jáuregui murió en la mayor pobreza.